# Dziewczyna z gołąbkiem
Dziewczyna z gołąbkiem (fr. La  princesse avec colombe, dosł. Księżniczka z gołębicą; znany także jako Alegoria utraconej niewinności) – alegoryczny obraz Anny Rajeckiej wykonany w technice pastelu. Przedstawia prawdopodobnie księżnę Rozalię z Chodkiewiczów Lubomirską.
Obraz powstał na zamówienie króla Stanisława Augusta Poniatowskiego, który zamawiał u przebywającej w Paryżu Rajeckiej portrety osób aktywnych w paryskim życiu politycznym i towarzyskim. Marcello Bacciarelli uznał obraz za przeciętny i ostatecznie obraz trafił w ręce prywatne. Przetrwał II wojnę i powstanie warszawskie, a od 1969 znajduje się w zbiorach Muzeum Narodowego w Warszawie.

## Opis obrazu
Owalny obraz sygnowany jest z lewej strony u dołu żółtą kredką pastelową „Gault De St Germain/née Raiecka/fecit”. Prawdopodobnie przedstawia Rozalię z Chodkiewiczów Lubomirską – portretowaną kobietę zidentyfikowano dopiero w roku 2010. Według ustnej tradycji obraz miał przedstawiać osobę z rodziny Potockich, hrabiankę lub hrabinę Tołstoj (stąd wcześniejszy tytuł Portret z Potockich hr. Tołstoj), co pomogło w dokonaniu identyfikacji (jeden z Lubomirskich ożenił się z przedstawicielką tej rosyjskiej rodziny). Identyfikacji dokonał Andrzej Dzięciołowski, korzystając nie tylko ze źródeł historycznych, ale też z badań genealogicznych.
Pastel przedstawia opartą na karmazynowej poduszce kobietę, trzymającą w lewej ręce gołębia. Alegoryczna wymowa obrazu (gołąb jest symbolem niewinności) kontrastuje z osobą księżnej, znanej ze swobodnego stylu życia.

## Proweniencja
Obraz powstał w Paryżu w 1789 lub 1790 roku na zamówienie króla Stanisława Augusta Poniatowskiego, który był jego pierwszym właścicielem. Do Warszawy został wysłany w 1791 roku, ale z komory celnej został odebrany dopiero w 1796. Marcello Bacciarelli ocenił obraz jako przeciętny i zadecydował o pozostawieniu go w Łazienkach, gdy miały być one sprzedane królowi pruskiemu.
Po królu portret odziedziczył w 1798 książę Józef Poniatowski, a po jego śmierci w 1813 Maria Teresa Tyszkiewiczowa. W 1819 obraz trafił na aukcję, a w 1821 pojawił się w zbiorach Antonio Fusiego. W końcu XIX w. znajdował się w zbiorach rodziny Jełowickich. Następna wzmianka o nim pochodzi z 1941, gdy Halina Wyszyńska sprzedała obraz właścicielce pełniącego rolę komisu, antykwariatu i galerii dzieł sztuki Salonu Sztuki „Skarbiec”, Wandzie Czernic-Żalińskiej. Właścicielka ocaliła obraz z powstania warszawskiego i po wojnie pozostał w jej prywatnych zbiorach. Po jej śmierci, w 1969 jej córka, Celina Czernic-Żalińska przekazała go Muzeum Narodowemu w Warszawie, w którego zbiorach znajduje się współcześnie (sygn. Rys. Pol. 8468).
Obraz na stałe przechowywany jest w magazynie; pojawiał się na wystawach czasowych, m.in. w 2009, 2011 oraz podczas wystawy Mistrzowie pastelu. Od Marteau do Witkacego w 2015 roku.

## Źródła